# Dalzell (Illinois)
Dalzell és una vila dels Estats Units a l'estat d'Illinois. Segons el cens del 2000 tenia 717 habitants.

## Demografia
Segons el cens del 2000, Dalzell tenia 717 habitants, 278 habitatges, i 209 famílies. La densitat de població era de 218 habitants/km².
Dels 278 habitatges en un 32,7% hi vivien nens de menys de 18 anys, en un 65,1% hi vivien parelles casades, en un 6,1% dones solteres, i en un 24,8% no eren unitats familiars. En el 22,3% dels habitatges hi vivien persones soles el 10,4% de les quals corresponia a persones de 65 anys o més que vivien soles. El nombre mitjà de persones vivint en cada habitatge era de 2,58 i el nombre mitjà de persones que vivien en cada família era de 3,01.
Per edats la població es repartia de la següent manera: un 26,1% tenia menys de 18 anys, un 5,9% entre 18 i 24, un 28,7% entre 25 i 44, un 25,8% de 45 a 60 i un 13,5% 65 anys o més.
L'edat mediana era de 38 anys. Per cada 100 dones de 18 o més anys hi havia 94,9 homes.
La renda mediana per habitatge era de 49.808 $ i la renda mediana per família de 56.375 $. Els homes tenien una renda mediana de 39.531 $ mentre que les dones 22.050 $. La renda per capita de la població era de 20.215 $. Aproximadament l'1% de les famílies i el 3,5% de la població estaven per davall del llindar de pobresa.

## Poblacions properes
El següent diagrama mostra les poblacions més properes.